# Jordana Brewster

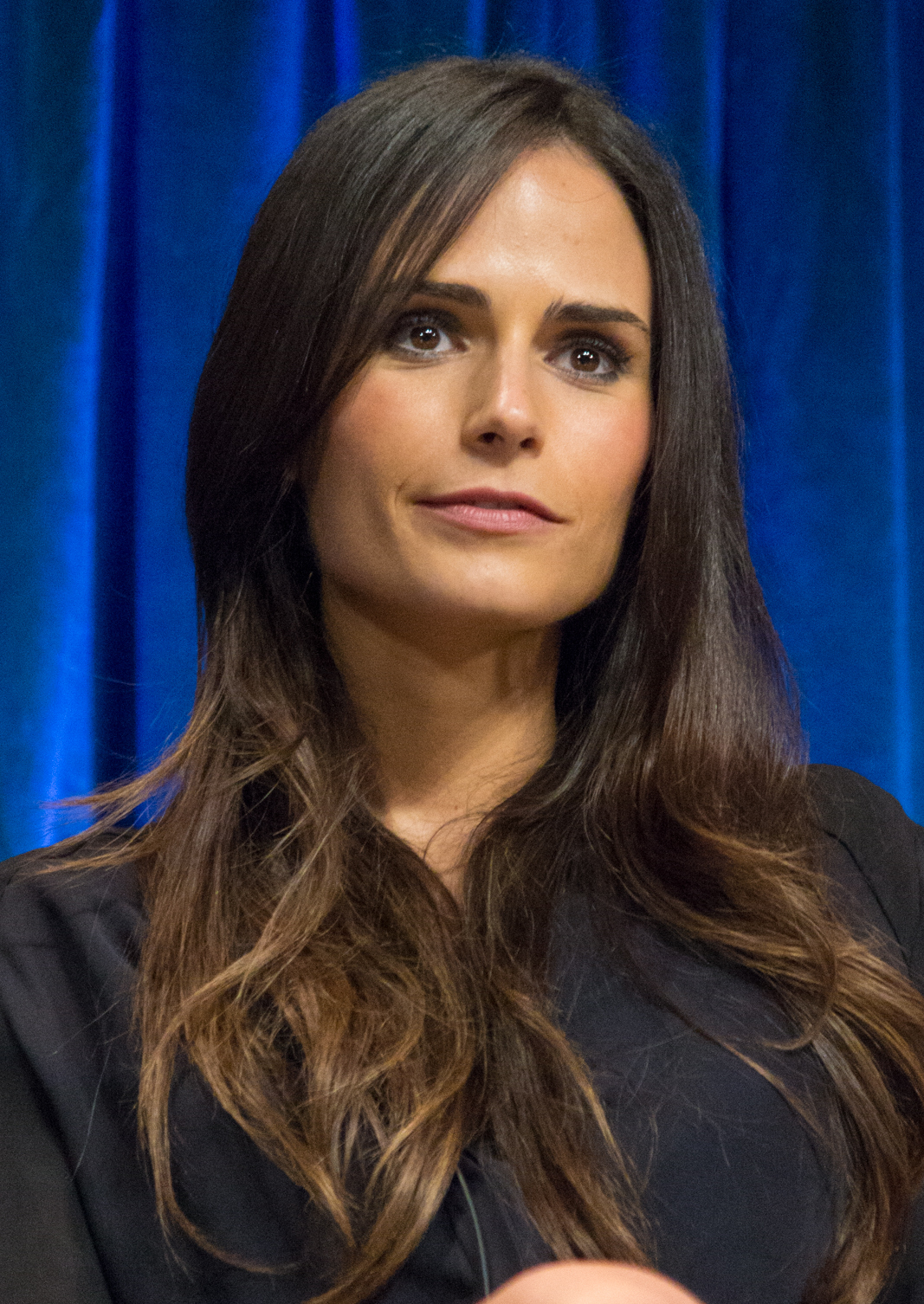
Jordana Brewster (2013)

Jordana Brewster (* 26. April 1980 in Panama-Stadt, Panama) ist eine US-amerikanische Schauspielerin.

## Leben
Jordana Brewsters Mutter Maria João ist ein ehemaliges brasilianisches Badeanzugmodel und war zwei Jahre vor Jordanas Geburt auf dem Titel der Sports Illustrated zu sehen. Ihr Vater Alden Brewster ist Investmentbanker. Sie hat eine jüngere Schwester namens Isabella. Ihr Großvater Kingman Brewster war ehemaliger Präsident der Yale-Universität und Botschafter in Großbritannien. Sie studierte an der Sacred Heart School in New York City und später an der Yale-Universität in New Haven.
Ihr Schauspieldebüt gab Brewster in der Fernsehserie All My Children. Ihre zwei erfolgreichsten Rollen hatte sie 1998 in The Faculty als Delilah Profitt und 2001 in The Fast and the Furious als Mia Toretto, die Schwester von Vin Diesels Filmfigur Dominic Toretto. Ab 2009 sah man sie ebenfalls in den Fortsetzungen von The Fast and the Furious: Fast & Furious – Neues Modell. Originalteile., Fast & Furious Five, Fast & Furious 6, Fast & Furious 7, Fast & Furious 9 und Fast & Furious 10.
Von Juni 2012 bis September 2014 hatte sie die Rolle der Elena Ramos in der TNT-Serie Dallas, der Fortsetzung der gleichnamigen Serie aus den 1980er-Jahren, inne. Anschließend war Brewster in der ersten Staffel von American Crime Story (2016) zu sehen und verkörperte in der zweiten Staffel von Secrets and Lies die Hauptrolle der Kate Warner.
2002 wurde sie von der US-Zeitschrift „Stuff Magazine“ zur 96. heißesten Frau der Welt gewählt. Zudem belegte sie in der „Hot-100“-Liste des Männermagazins Maxim 2005 den 54. Platz und 2006 Platz 59. Sie spielte im Musikvideo zu It’s Over Now der Gruppe Neve mit, die mit diesem Song den Soundtrack zu The Faculty beisteuerten.
Von 2000 bis 2001 war Brewster mit Schauspielkollege und Model Mark Wahlberg liiert. Seit dem Jahr 2007 war sie mit dem Filmproduzenten Andrew Form verheiratet; aus der Ehe gingen zwei Söhne hervor. Im Juli 2020 reichte Brewster die Scheidung ein. Die Scheidung wurde im Juni 2021 vollzogen. Am 3. September 2022 heiratete sie in Kalifornien den CEO von ValueAct Capital, Mason Morfit.

## Filmografie
- 1995: All My Children (Fernsehserie, eine Folge)
- 1995–2001: Jung und Leidenschaftlich – Wie das Leben so spielt (As the World Turns, Fernsehserie)
- 1998: The Faculty
- 1999: Die Wilden 60er (The ’60s, Fernsehfilm)
- 2001: The Fast and the Furious
- 2001: The Invisible Circus
- 2004: Spy Girls – D.E.B.S. (D.E.B.S.)
- 2004: Total verknallt in Tad Hamilton (Win A Date With Tad Hamilton!)
- 2005: Nearing Grace
- 2006: Texas Chainsaw Massacre: The Beginning (The Texas Chainsaw Massacre: The Beginning)
- 2006: Friendly Fire
- 2006: Annapolis – Kampf um Anerkennung (Annapolis)
- 2007: Mr. and Mrs. Smith (Fernsehfilm)
- 2008–2009: Chuck (Fernsehserie, 4 Folgen)
- 2009: Fast & Furious – Neues Modell. Originalteile. (Fast & Furious)
- 2010: Dark Blue (Fernsehserie, 3 Folgen)
- 2010: Gigantic (Fernsehserie, 2 Folgen)
- 2011: Hot Dog Water (Kurzfilm)
- 2011: Fast & Furious Five (Fast Five)
- 2012–2014: Dallas (Fernsehserie, 40 Folgen)
- 2013: Fast & Furious 6
- 2014: American Heist
- 2015: Home Sweet Hell
- 2015: Fast & Furious 7 (Furious 7)
- 2016: American Crime Story (Fernsehserie, 4 Folgen)
- 2016: Secrets and Lies (Fernsehserie, 10 Folgen)
- 2016–2018: Lethal Weapon (Fernsehserie, 33 Folgen)
- 2019: Magnum P.I. (Fernsehserie, 2 Folgen)
- 2019: Slasherman – Random Acts of Violence (Random Acts of Violence)
- 2020: Hooking Up
- 2021: Fast & Furious 9 (F9)
- 2021: The Other Two (Fernsehserie, Folge 2x08)
- 2022: The Integrity of Joseph Chambers
- 2023: Who Invited Charlie?
- 2023: The Rookie: Feds (Fernsehserie, Folge 1x12)
- 2023: Fast & Furious 10 (Fast X)
- 2023: Simulant
- 2024: Cellar Door
- 2025: Heart Eyes – Der Pärchen-Killer (Heart Eyes)
- 2025: Elsbeth (Fernsehserie, Folge 2x13)